# 青森朝日放送
青森朝日放送株式會社（日语：／ Aomori Asahi Hōsō */?），簡稱ABA，是日本一家以青森縣為播出地區的電視台，開播于1991年10月1日，呼號為JOAH-TV。該電視台是朝日電視台聯播網（ANN）的成員，也是青森縣第三家民營電視台。

## 外部連結
- ABA青森朝日放送 （页面存档备份，存于）
- 夢從這裡開始ABA的X（前Twitter）
- ABA青森朝日放送的Instagram帳戶
- 夢從這裡開始ABA的Facebook專頁
- YouTube上的ABA青森朝日放送頻道